# Dieter Lelgemann
Dieter Lelgemann (* 31. August 1939 in Essen-Steele; † 18. August 2017) war ein deutscher Geodät und Wissenschaftshistoriker.

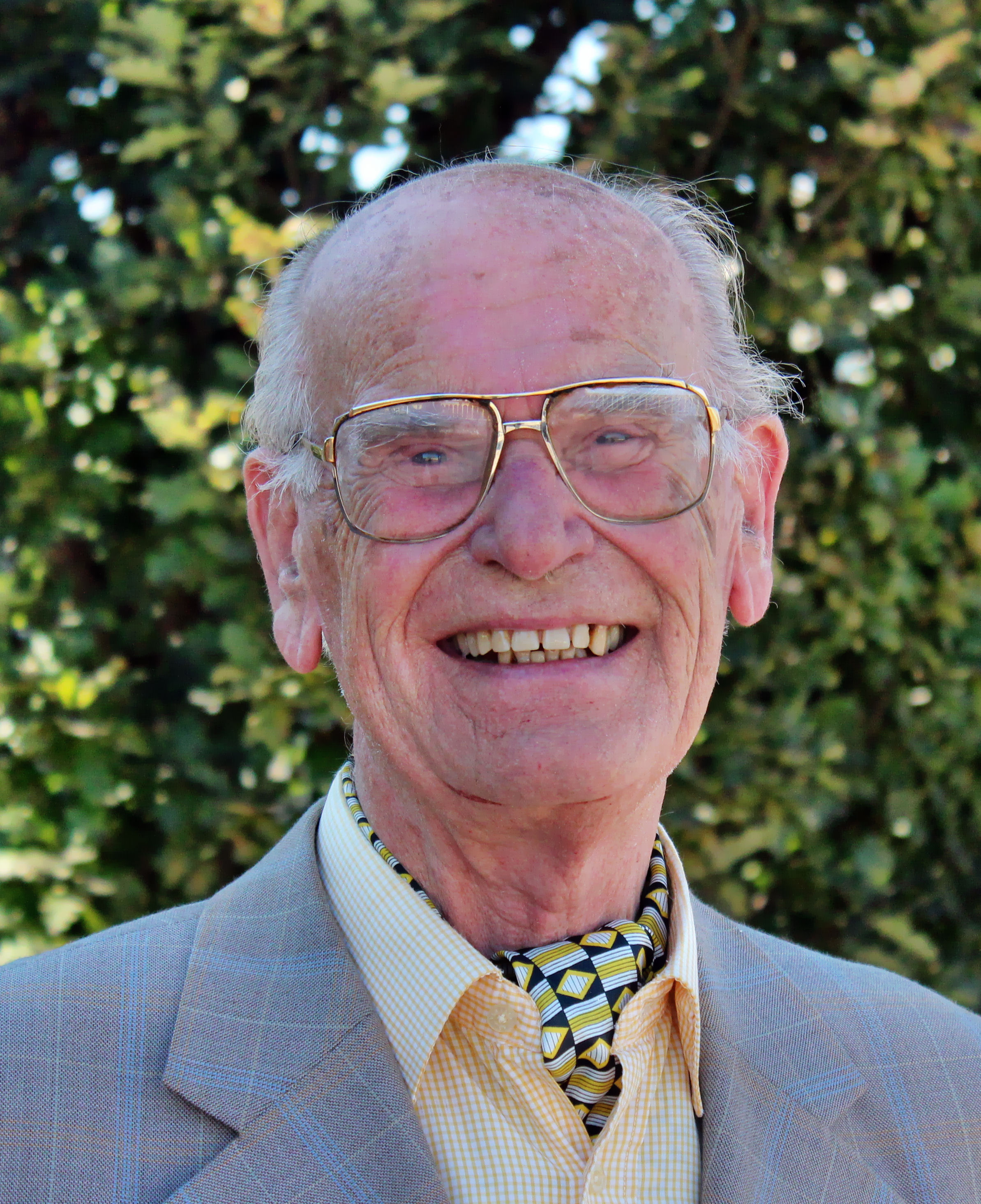
Dieter Lelgemann (2012)

## Werdegang

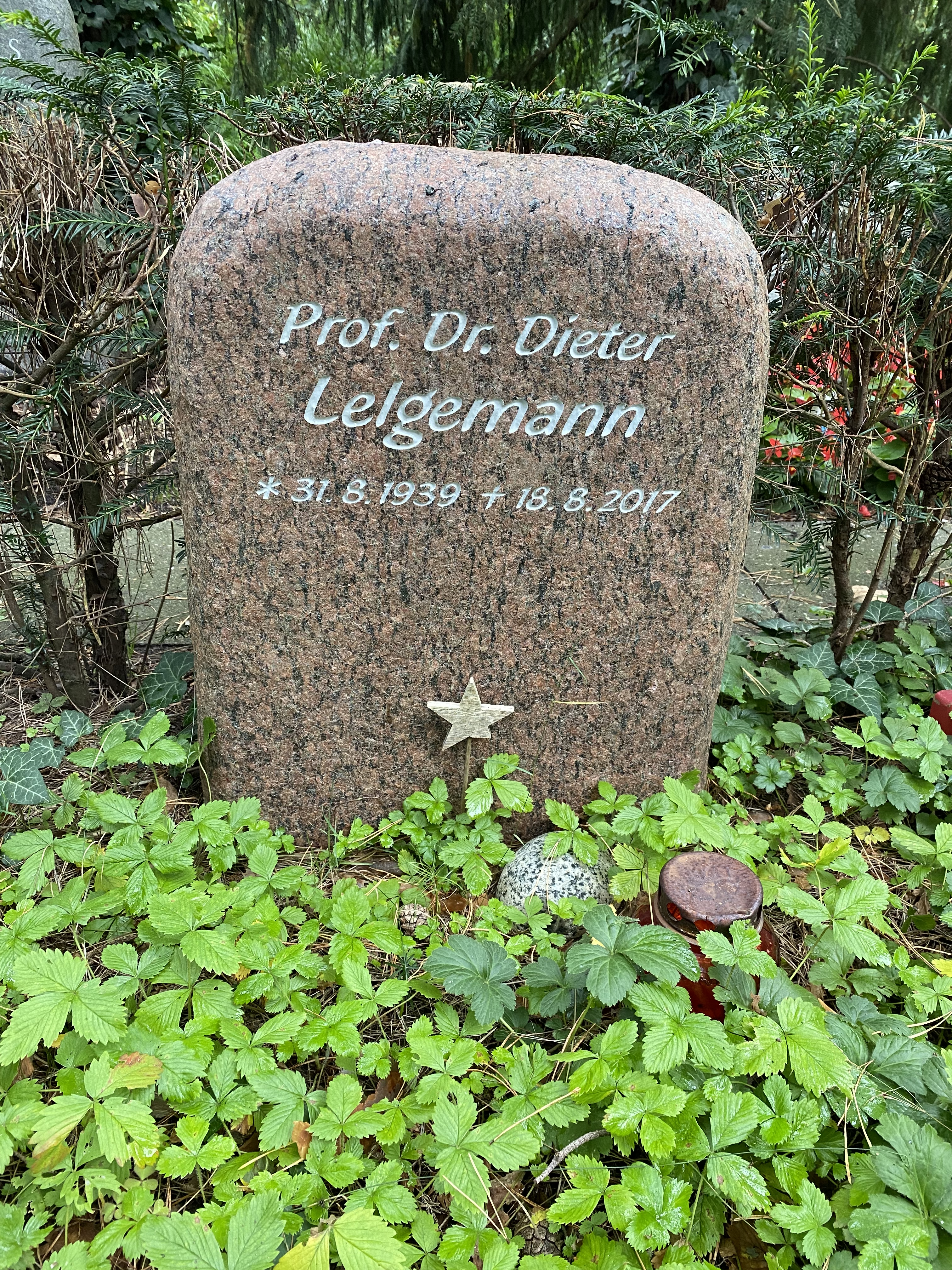
Grabstätte Dieter Lelgemann

Dieter Lelgemann studierte Vermessungswesen an der Ingenieurschule Essen und Geodäsie an der Technischen Universität Berlin, wo er nach seinem Diplomabschluss wissenschaftlicher Assistent von Helmut Moritz war und bei diesem 1971 promoviert wurde. 1975/76 war er zu einem Studienaufenthalt in den USA. Er habilitierte sich 1978 und wurde 1985 zum Professor für Astronomische und Physikalische Geodäsie an der Technischen Universität Berlin berufen. 2004 wurde er emeritiert.
Lelgemann war in den 1970er/1980er Jahren beim Institut für Angewandte Geodäsie in Frankfurt a. M. tätig und forschte zur astro-gravimetrischen Berechnung des Quasigeoids für die Bundesrepublik Deutschland (so genanntes „Lelgemann-Geoid“). Er wurde später bekannt für seine Neuuntersuchungen der Weltkarte des Claudius Ptolemäus (siehe Geographike Hyphegesis), wobei er moderne geodätische Entzerrungsmethoden anwandte, um die Lage der dort angegebenen Orte – zunächst im Raum des heutigen Deutschland – zu bestimmen. Er schrieb auch ein Buch über Carl Friedrich Gauß als Geodät und befasste sich mit der Bedeutung der Geodäsie in der Antike, wobei er unter anderem Geräte wie das Gnomon nachbaute. Dabei arbeitete er mit dem Berliner Wissenschaftshistoriker Eberhard Knobloch zusammen.
2011 wurde er mit dem Eratosthenes-Preis des Förderkreises des Vermessungstechnischen Museums in Dortmund ausgezeichnet. Lelgemann war Mitglied im DVW Berlin-Brandenburg e. V. – Gesellschaft für Geodäsie, Geoinformation und Landmanagement und lebte in Berlin.
Dieter Lelgemann verstarb knapp zwei Wochen vor Vollendung seines 78. Lebensjahres und wurde auf dem Berliner Waldfriedhof Dahlem (Feld 010-338) beigesetzt.

## Schriften
- mit Dieter Ehlert, Hermann Hauck: Eine astro-gravimetrische Berechnung des Quasigeoids für die Bundesrepublik Deutschland, Schriftenreihe des Instituts für Angewandte Geodäsie, Frankfurt a. M., 1981
- Eratosthenes von Kyrene und die Messtechnik der alten Kulturen, Chmielorz Verlag, Wiesbaden, 2001, ISBN 978-3-871-24260-1
- mit Andreas Kleineberg, Christian Marx, Eberhard Knobloch: Germania und die Insel Thule. Die Entschlüsselung von Ptolemaios’ „Atlas der Oikumene“, Wissenschaftliche Buchgesellschaft, Darmstadt, 2010, ISBN 978-3-534-23757-9
- Gauß und die Messkunst, Primus Verlag 2011, ISBN 978-3-89678-710-1
- Die Erfindung der Messkunst – Angewandte Mathematik im antiken Griechenland, Wissenschaftliche Buchgesellschaft 2011, ISBN 978-3-534-24398-3
- mit Andreas Kleineberg, Christian Marx: Europa in der Geographie des Ptolemaios – Die Entschlüsselung des „Atlas Oikumene“: Zwischen Orkney, Gibraltar und den Dinariden, Wissenschaftliche Buchgesellschaft, Darmstadt, 2012, ISBN 978-3-534-24835-3